# Ronny Ackermann
Ronny Ackermann (* 16. května 1977 Bad Salzungen) je bývalý německý závodník v severské kombinaci, čtyřnásobný mistr světa.
Severské kombinaci se věnoval od roku 1984, byl členem klubu WSV Oberhof 05 a pak Rhöner WSV Dermbach. V roce 1994 debutoval v Kontinentálním poháru a v roce 1997 ve Světovém poháru. Vyhrál 28 závodů Světového poháru a třikrát se stal jeho celkovým vítězem (2001/02, 2002/03 a 2007/08). Šestkrát byl sdruženářským mistrem Německa. V roce 1999 vyhrál letní Velkou cenu.
V roce 1997 získal stříbrnou medaili v soutěži družstev na mistrovství světa juniorů v klasickém lyžování. Na mistrovství světa v klasickém lyžování vyhrál třikrát v řadě závod jednotlivců na 15 km Gundersenovou metodou (2003, 2005 a 2007) a v roce 2005 přidal i titul ze sprintu. Čtyřikrát po sobě získal s německým týmem stříbrnou medaili ze světového šampionátu (2003, 2005, 2007 a 2009).
Na olympiádě debutoval v roce 1998 v Naganu, kde skončil s německým týmem na šestém místě. V roce 2002 byl druhý ve sprintu i v týmovém závodě a čtvrtý v individuálním závodě. Na ZOH 2006 skončil druhý v soutěži družstev, osmý ve sprintu a osmnáctý v individuálním závodě. Olympiády v roce 2010 se ze zdravotních důvodů nezúčastnil.
V roce 2003 mu byla udělena Holmenkollenská medaile a v roce 2005 se stal německým sportovcem roku. Kariéru ukončil v roce 2011 a působil jako trenér německé sdruženářské reprezentace.